# Tibete do Sul

Mapa que ilustra o Tibete e o Tibete do Sul, território disputado

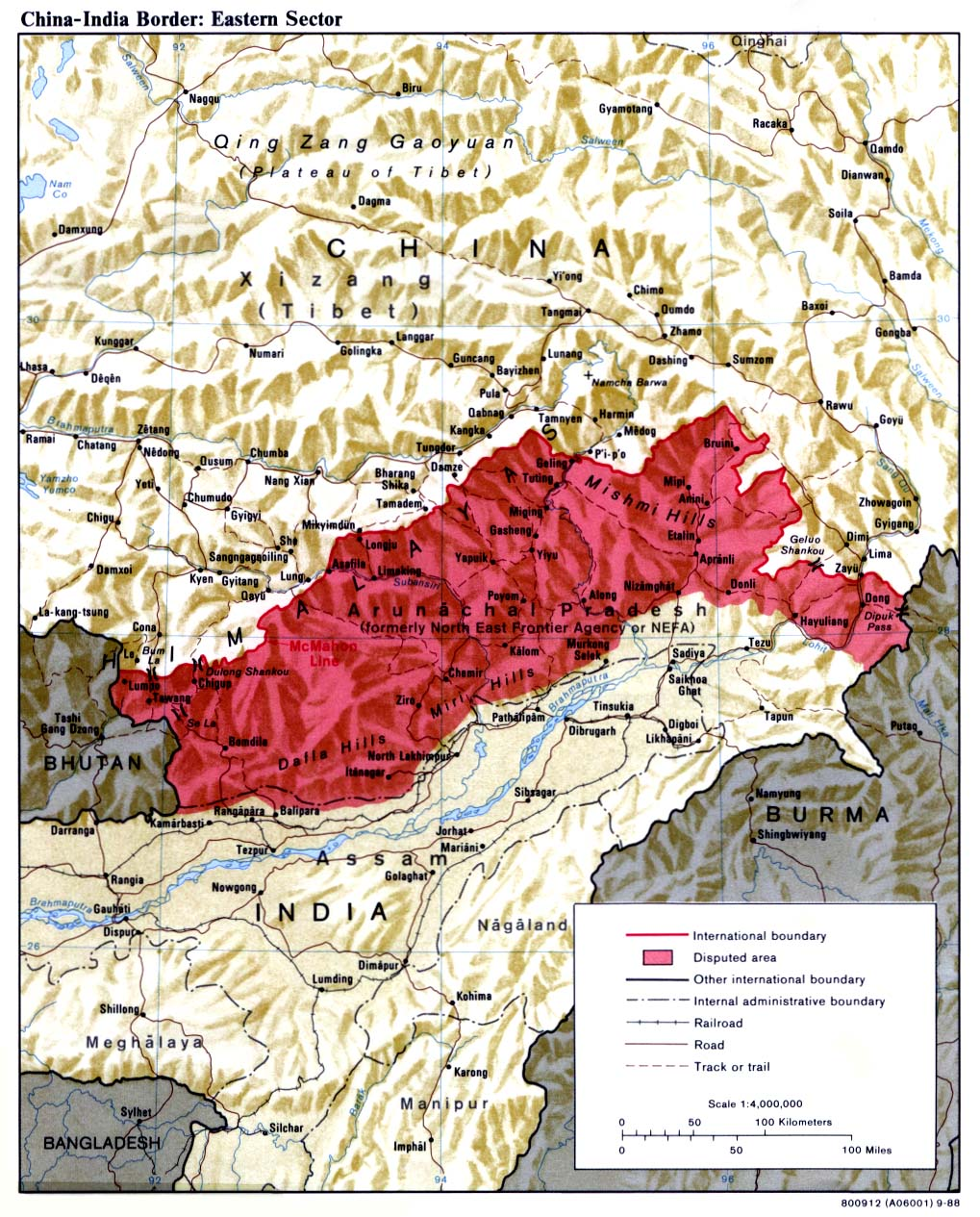
Setor Oriental, reclamado pela China

Tibete do Sul (língua chinesa: Zàngnán, 藏南) é o nome usado pelo governo da República Popular da China para a área geográfica que está no centro de uma disputa entre a Índia e a República Popular da China. A maior parte da área fica no estado indiano de Arunachal Pradesh, e é reclamada pela República Popular da China, pela República da China, e pela Índia..